# Smiths rotshaas
De Smiths rotshaas (Pronolagus rupestris)  is een zoogdier uit de familie van de hazen en konijnen (Leporidae). De wetenschappelijke naam van de soort werd voor het eerst geldig gepubliceerd door Andrew Smith in 1834. De Nederlandse naam is een eerbetoon aan deze soortauteur.

## Voorkomen
De soort komt voor in Kenia, Malawi, Namibië, Tanzania, Zambia en Zuid-Afrika.